# Orsières
Orsières és un municipi del cantó suís del Valais, situat al districte d'Entremont.